# Pere Agustí i Albanell
Pere Agustí i Albanell (Burgos?, 22 de febrer del 1512 - Osca, 26 de febrer del 1572), Valladolid? també conegut com a Pedro Agustín, va ser un sacerdot catòlic, doctor en dret canònic, bisbe d'Elna i d'Osca-Jaca (immediatament després del seu mandat el bisbat d'Osca s'escindí en dues diòcesis separades, Osca i Jaca).

## Biografia
Era fill del fragatí i vicecanceller d'Aragó Antoni Agustí i de Siscar, membre d'una família que ocupà càrrecs importants tant a l'administració pública com a l'eclesiàstica. Abans d'ascendir al rang episcopal el 1543, Pere Agustí ja havia estat canonge i sagristà de la catedral de Lleida (18 de gener del 1518 - 1524), ardiaca (14 de setembre del 1524) i prepòsit (octubre del 1524) de Benasc, i prior de la Catedral de Roda d'Isàvena (1525-1544). A aquesta darrera població, el 1525 ordenà la construcció d'una residència per al prior, l'actual Palau prioral o Palau abacial; sobre la porta d'accés hi ha un escut, que es creu que feu esculpir el prior amb les seves armes. Aquestes armes apareixen reproduïdes, igualment, al tapís de Roda d'Isàvena, donatiu de Pere Agustí, robat a finals del segle xx i recentment recuperat. Es considera que el prior Pere Agustí, no havent reeixit uns tractes previs
 amb Damià Forment, portà a Roda l'escultor Gabriel Jolís, a qui el 1533 es comissionà la realització del retaule de l'altar major de la catedral. Potser hi col·laborà també l'escultor flamenc o alemany Pierrez Gitart, treballant a la mateixa obra.
A iniciativa del rei Carles I d'Espanya, va ser nomenat bisbe d'Elna el 6 d'agost del 1543. Feu l'entrada solemne a la diòcesi el 24 de març del 1544, i com a bisbe electe es documenten diverses provisions seves referents als canonges i al capítol de sant Joan de Perpinyà, però curiosament no rebé l'ordenació efectiva fins a l'any següent, el 8 de febrer del 1545. Quatre mesos més tard, el 8 de juny següent va ser nomenat bisbe d'Osca. Amb aquesta qualitat, i també com a procurador del bisbe de Barcelona Joan de Cardona, participà en el concili de Trento, en les tres etapes diferenciades entre 1545 i 1563. Fou un dels participants que s'aliniaren amb l'emperador Carles V i s'oposaren al trasllat a Bolonya de les sessions el 1547, amenaçada Trento per una plaga. En el decurs del concili demanà al Papa que reformés el breviari romà.
El 1562 anà a Lleida i presidí un sínode diocesà en nom del seu germà, el bisbe Antoni. A la seva seu d'Osca, Pere Agustí impulsà el prestigi de la universitat local, i també feu donació, el 1548, d'un retaule gòtic i d'unes imatges a l'ermita de la Bureta de Fanyanars en agraïment a la providència divina per haver acabat una llarga sequera a la comarca. Consta que consagrà la col·legiata de Santa Maria la Major d'Alquézar (1556), i les esglésies de Sant Julià de Barbastre (1556), Sant Salvador d'Hospitaled (1557) i Sant Salvador de Lastanosa (1570).